# Čistá u Rakovníka

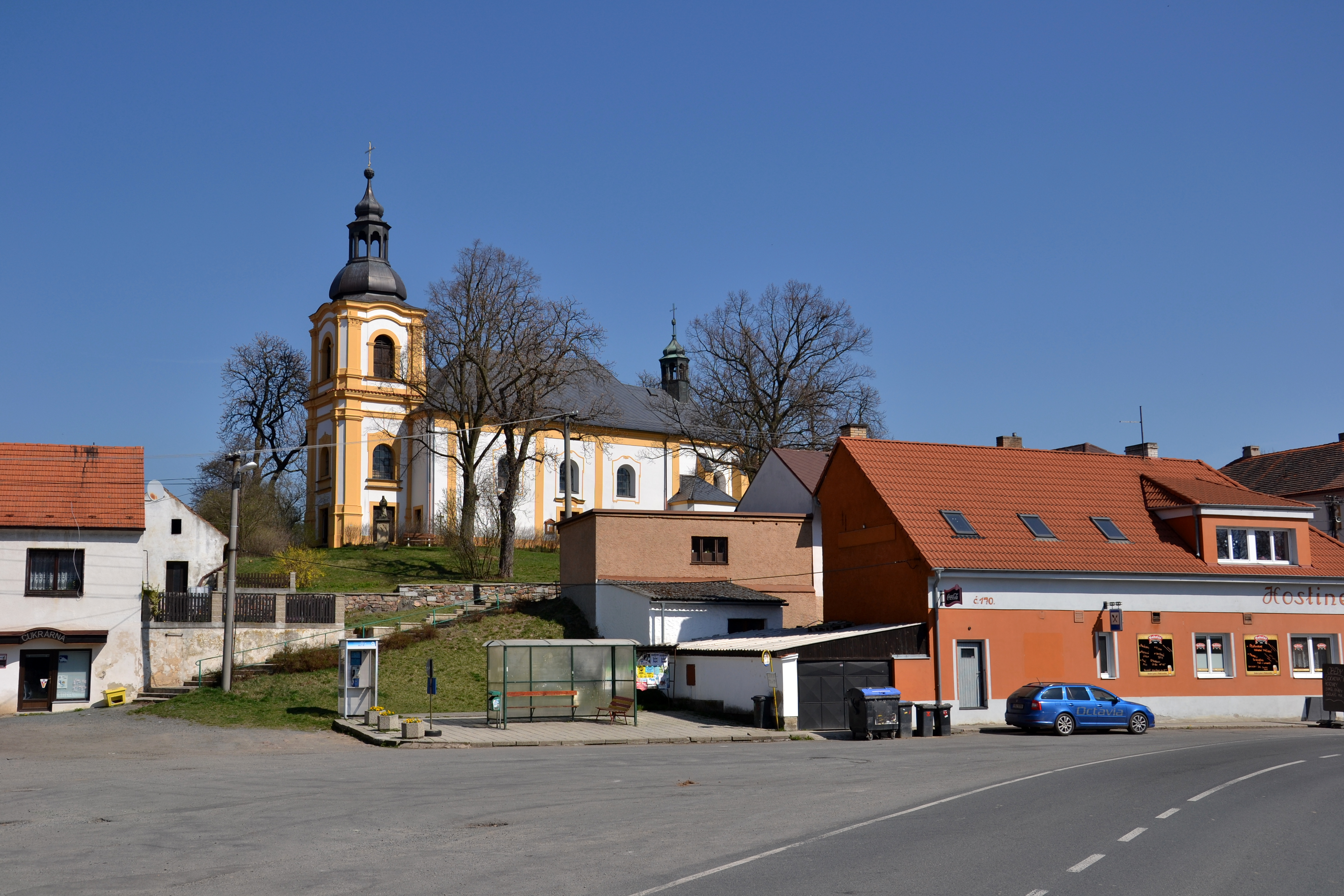
Ortszentrum mit Kirche des hl. Wenzel

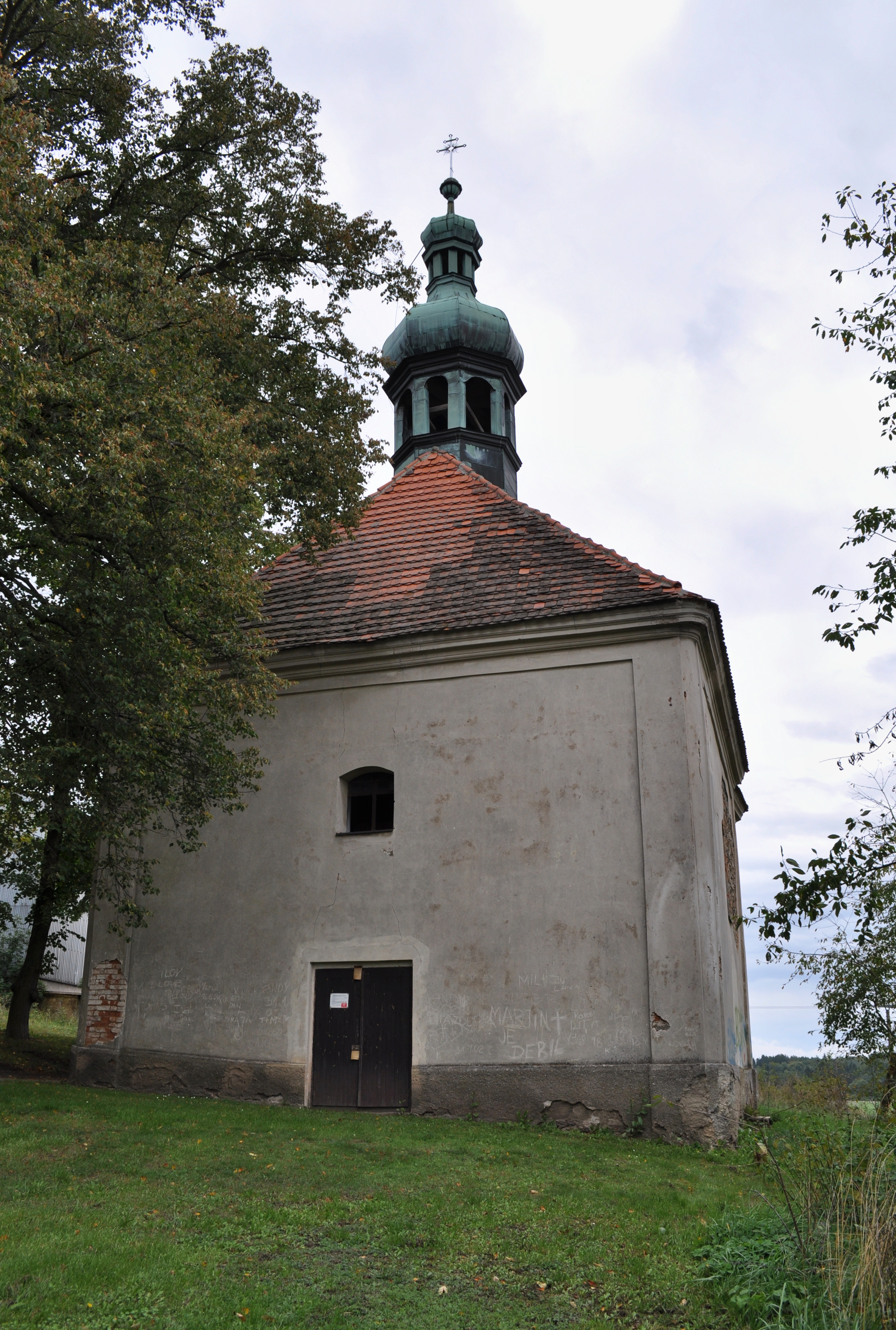
Kapelle der hl. Anna

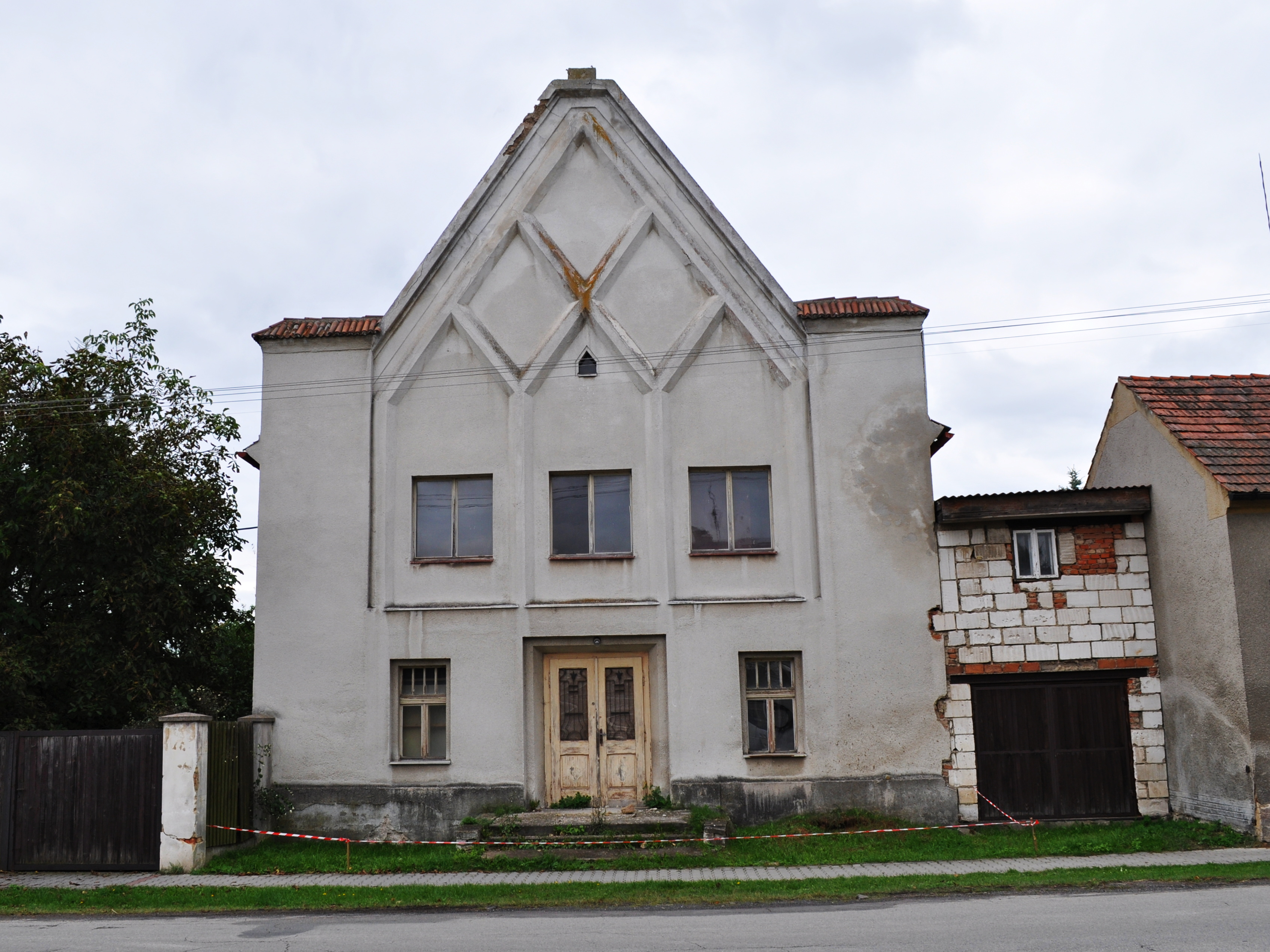
Hussitische Kirche

Čistá (deutsch Tschistay) ist eine Gemeinde in Tschechien. Sie liegt acht Kilometer nordöstlich von Kralovice und gehört zum Okres Rakovník.

## Geographie
Čistá befindet sich in der Quellmulde des Baches Čistecký potok im Kralowitzer Hügelland (Kralovická pahorkatina). Gegen Nordwesten erstreckt sich der Naturpark Jesenicko. Östlich des Dorfes liegen die Teiche Karaska, Blacák und Závlaha; westlich das Tal der Javornice, südlich die Burgruine Angerbach. Nördlich erhebt sich die Černá kočka (552 m), im Südosten der Velký kopec (472 m), südwestlich der Holubí vrch (509 m) und im Nordwesten der Vrabíkov (516 m). Durch Čistá führt die Staatsstraße II/229 zwischen Kralovice und Rakovník. Am nördlichen Ortsrand verläuft die Bahnstrecke Rakovník–Mladotice.
Nachbarorte sind Zdeslav, Velká Chmelištná, Hokovské Domky und Křekovice, Zavidov, Všesulov und Krakov im Nordosten, Šípská Hájovna, Šípský Mlýn, Nový Dvůr, Zhoř und Rousínov im Osten, Krakovec, Bělbožice, Šípy und Milíčov im Südosten, Břežany, V Cihelně, Cukrovic Mlýn, Hedečko, Hedčany und Kožlany im Süden, Pod Skalkou, V Tišině, Valcha, Nad Mostem und Hradecko im Südwesten, Strachovice, Vysoká Libyně, V Lukách, Zátiší, Pod Vrabíkovem und Zelený Důl im Westen sowie Lhota, Kůzová, Nová Ves, V Lomu, Smrk und Zdeslavský Dvůr im Nordwesten.

## Geschichte
Čistá entstand wahrscheinlich in der Mitte des 11. Jahrhunderts im Zuge der Binnenkolonisation Böhmens unter Herzog Břetislav I. Dieser hatte im Jahre 1039 bei seinem zweiten Raubzug nach Polen die Piastenburg Gradec (tschechisch Hedč) belagert. Nach der Einnahme der Burg stellten sich die dorthin geflüchteten Bewohner der Gegend unter den Schutz Břetislavs, der sie mitsamt ihrem Vieh nach Böhmen mitnahm und einen Teil von ihnen im Waldgebiet Černý les entlang des Čistecký potok bei Kralovice ansiedelte. Die Hedčané waren bis zum Beginn des 13. Jahrhunderts freie Siedler, im Jahre 1229 wurden ihre 25 Dörfer der Burg Křivoklát unterstellt.
Die erste urkundliche Erwähnung von Sista erfolgte im Jahre 1229 als Ottokar I. Přemysl das Dorf seinem Vasallen Zdeslav von Držislavice überließ. Dieser machte Sista zu seinem Sitz und nannte sich fortan Sdeslaus de Sista (Zdeslav z Čisté); er ließ die Dörfer Zdeslav und Křekovice anlegen. Im 14. Jahrhundert entstanden neben der von Sdeslaus errichteten Feste eine Kirche und ein Meierhof. Nach den Errichtungsbüchern ist seit 1384 ein Pfarrer nachweislich. Später erwarb das Kapitel St. Veit auf der Prager Burg das Gut. Zu Beginn des 15. Jahrhunderts bestand das Marktdorf Čistá aus 40 Anwesen. Es wird angenommen, dass Jan Hus, der vom 15. Juli bis 11. September 1414 als Gast von Heinrich Lefl von Lazan auf der Burg Krakovec weilte, in dieser Zeit auch in Čistá gepredigt hat. Im Jahre 1526 wurde Čistá durch König Ludwig II. mit Verleihung des Privilegs für einen Jahrmarkt zum Marktflecken erhoben. 1566 kaufte das Domkapitel das Gut Břežany hinzu und vereinigte es mit Čistá. Zu Beginn des 17. Jahrhunderts wurde das Rathaus erbaut, in dem sich auch das Mazhaus – ein Gasthaus – befand. Während des Dreißigjährigen Krieges wurde Čistá geplündert und verwüstet. Im Jahre 1651 bestand das Städtchen aus 35 besiedelten Anwesen und drei Wirtshäusern. Da die Brauerei während des Krieges zerstört worden war, wurde in den Bürgerhäusern gebraut. Im Jahre 1659 gründeten die Metzger eine Zunft. Später entstanden auch Zünfte der Schuster, Schneider, Schmiede und Schlosser. Seit den 1670er Jahren erlangte der Tschistayer Jahrmarkt überregionale Bedeutung. In dieser Zeit entstand auch die Orgelbauwerkstatt, die über Generationen von der Orgelbauerfamilie Guth geführt wurde und knapp 200 Jahre bestand.
Kaiser Leopold I. verlieh Tschistay 1680 das Privileg für drei weitere Märkte.
Am 24. April 1713 kaufte Wenzel Josef Lažanský von Bukowa auf Manetin das Gut Tschistay vom Prager Domkapitel St. Veit und schlug es seiner kurz zuvor erworbenen Herrschaft Křič zu. 1715 erbten Wenzel Josefs Witwe Marie Gabriele und seine Söhne Maximilian Wenzel und Karl Josef Lažanský den Besitz. Die Herrschaft Křič blieb im Besitz der Witwe, diese starb 1758 als Oberin des Reichsstiftes adeliger Fräulein in der Neustadt Prag und hinterließ eine Hälfte der verschuldeten Herrschaft dem Stift. Die andere Hälfte wurde auf Antrag ihrer Gläubiger subhastiert; da sich dafür jedoch kein Interessent fand, fiel sie den Lažanskýschen Erben zu, die sie 1764 dem Fräuleinstift, das später den Namen k.k. freiweltadeliges Damenstift zu den heiligen Engeln in der Altstadt Prag erhielt, verkauften. Während der Josephinischen Reformen wurde die Herrschaft im Jahre 1787 an das Prager Theresianum angeschlossen, 1791 ging sie an das Damenstift zurück. 1806 nahm die neue Brauerei den Betrieb auf. im Jahre 1820 gründete Leopold Guth am Schippener Wald eine Ziegelei. Der Friedhof an der Kirche im Ortszentrum wurde 1833 aufgehoben und an der Annenkapelle ein neuer Friedhof geweiht. Die Kaiserstraße zwischen Rakonitz und Kralowitz wurde 1841 angelegt, sie führte zu einer wirtschaftlichen Blüte des Ortes.
Im Jahre 1843 bestand der untertänige Markt Tschistay / Čistay, Čistá bzw. Čisty aus 214 Häusern mit 1428 Einwohnern. Unter dem Patronat der Obrigkeit standen die Pfarrkirche St. Wenzel, die Pfarrei und die Schule. Außerdem gab es ein obrigkeitliches Bräuhaus, ein dominikales Branntweinhaus mit Pottaschensiederei, einen Gemeinde-Schüttboden und zwei Wirtshäuser.
Abseits lagen sechs Einschichten: Strachowitz bzw. Schippenhäusel bestand aus einem obrigkeitlichen Meierhof und einem dominikalen Jägerhaus mit Wirtshaus, Walche bzw. Walcha (Valcha) aus einer Graupen-Stampfmühle am Kuzower Bach (Javornice ), die Gemeindemühle aus einer zweigängigen Mühle mit Brettsäge am selben Bach, die Giřik-Mühle (Nad Mostem) aus einer eingängigen Mühle unterhalb des Giřik-Teiches, die Alberti-Mühle (V Lukách) aus einer eingängigen Mühle unterhalb des Alberti-Teiches, die Drahota-Mühle ( Zátiší) aus einer zweigängigen Mühle mit Graupenstampfe und Brettsäge am Kuzower Bach sowie einer Ziegelhütte, die Greiner-Mühle bzw. Ptacky Mleyn aus einer zweigängigen Mühle mit Brettsäge am selben Bach. Tschistay war Pfarrort für die konskribierten Einschichten mit Ausnahme von Strachowitz, das nach Kožlan eingepfarrt war, sowie für die Dörfer Břežan, Schippen, Schösselhof, Křekowitz, Wallisgrün und Krakow. Die Pfarrei besaß zwei Bibliotheken, die ihr 1720 vom Pfarrer Frank bzw. 1810 vom Kaplan Kauřik als Legate hinterlassen worden sind. Tschistay hatte einen Marktrichter und führte ein Wappen mit dem Bild des hl. Wenzel. Bis zur Mitte des 19. Jahrhunderts blieb Tschistay der Herrschaft Křič untertänig.
Nach der Aufhebung der Patrimonialherrschaften bildete Čistá / Tschistay ab 1850 mit dem Ortsteil Strachovice eine Marktgemeinde im Bezirk und Gerichtsbezirk Kralowitz. Seit 1862 ist eine Gemeindebücherei nachweislich. Zwei Jahre später wurde in Čistá ein Postamt eingerichtet. In den Jahren 1871 bis 1876 ließ der Bürgermeister Matěj Stanislav die Brauereikeller anlegen. Im Jahre 1872 hatte Čistá 1735 Einwohner. 1877 wurde eine Gendarmeriestation eingerichtet, im selben Jahre gründete sich die Freiwillige Feuerwehr. Die Straße von Zdeslav nach Šípy entstand 1897. Im gleichen Jahr begann die Lokalbahn Rakonitz–Mlatz mit Bau einer Eisenbahnstrecke, bei Čistá entstand ein Bahnhof und über das Tal der Javornice wurde die Strachowitzer Brücke gebaut. Der Zugverkehr wurde am 9. Juli 1899 aufgenommen. Zum Ende des 19. Jahrhunderts gründete der Pomologe František Herles in Čistá eine Baumschule und legte Obstgärten an.
Im Jahre 1906 verkaufte das Freiweltadelige Damenstift zu den heiligen Engeln die Grundherrschaft Chříč Stephan von Götzendorf-Grabowski, der sie 1910 an Gustav Fischer veräußerte. Im Jahr darauf erwarb Karel Černohorský die Güter. Anschließend wechselten die Besitzer in rascher Folge. Zwischen 1924 und 1926 erfolgte der Bau der Haupt- und Bürgerschule. Im Jahre 1932 hatte das Städtchen Čistá u Rakovníka einschließlich Strachovice 1461 Einwohner. 1933 wurde die Elektrifizierung abgeschlossen. Nach dem Münchner Abkommen wurde Čistá ab 1938 Grenzort zum Deutschen Reich. Während der deutschen Besetzung wurde der Schuldirektor Augustin Nachtigal im KZ Auschwitz ermordet. Die Brauerei wurde während des Zweiten Weltkrieges für immer stillgelegt. Am 10. Mai 1945 nahm die Rote Armee den Ort ein. 1949 wurde der Městys Čistá in den neugebildeten Okres Plasy überwiesen. Zu Beginn der 1950er Jahre verlor Čistá den Status als Městys.
Nach der Aufhebung des Okres Plasy wurde Čistá 1960 dem Okres Rakovník zugeordnet. Am 1. Jänner 1980 erfolgte die Eingemeindung von Břežany, Nová Ves (mit Lhota, Kůzová, Smrk und Zelený Důl), Šípy (mit Bělbožice und Milíčov), Velká Chmelištná (mit Hůrky), Všesulov und Zdeslav (mit Křekovice). 1982 wurden die Brauereikeller für den Bau einer Kaufhalle abgetragen. Břežany, Šípy, Všesulov lösten sich am 24. November 1990 wieder von Čistá los und bildeten eine eigene Gemeinden, am 1. Jänner 1993 wurden auch Velká Chmelištná und Hůrky wieder eigenständig. Čistá ist seit 1999 Mitglied der Mikroregion Čistá-Senomaty. Seit dem 17. Juni 2009 führt Čistá ein Banner.

## Gemeindegliederung
Die Gemeinde Čistá besteht aus den Ortsteilen Čistá (Tschistay), Křekovice (Krekowitz), Kůzová (Wallisgrün), Lhota (Welhoten), Nová Ves (Neu Wallisdorf), Smrk, Strachovice  (Strachowitz) und Zdeslav (Deslawen). Grundsiedlungseinheiten sind Čistá, Křekovice, Kůzová, Lhota, Nová Ves díl 1, Nová Ves díl 2, Strachovice, Zdeslav, Zdeslavský Dvůr (Deslawener Hof) und Zelený Důl (Grünthal). Das Gemeindegebiet gliedert sich in die Katastralbezirke Čistá u Rakovníka, Křekovice, Lhota u Rakovníka, Nová Ves u Rakovníka, Strachovice und Zdeslav u Rakovníka. Außerdem gehören zu Čistá die Einschichten Nad Mostem, Pod Pískovnou, Pod Vrabíkovem, V Lomu, V Lukách und Zátiší.

## Sehenswürdigkeiten
- Spätgotische Kirche des hl. Wenzel, sie entstand am Übergang vom 14. zum 15. Jahrhundert. Ihre heutige barocke Gestalt erhielt sie im 18. Jahrhundert
- Pfarrhaus, erbaut 1713–1715
- Barocke Kapelle der hl. Anna, erbaut 1716–1717 am östlichen Stadtrand, im Jahre 1833 wurde der Friedhof von der Kirche des hl. Wenzel zur Annenkapelle verlegt.
- Heimatmuseum, es wurde 2004 im ehemaligen Sparkassengebäude eingerichtet und beherbergt eine Dauerausstellung zur Geschichte der Zünfte, Vereine, der Wirtschaft und der Landwirtschaft sowie zu Persönlichkeiten von Čistá Jaroslav Vrchlický, Václav Kočka und František Herles.
- Rathaus, erbaut 1830–1831 anstelle eines zu Beginn des 17. Jahrhunderts errichteten Vorgängerbaus
- Statue des hl. Johannes von Nepomuk, geschaffen 1725
- Gemeindehaus Husův dům der Tschechoslowakischen Hussitischen Kirche, erbaut 1922

## Persönlichkeiten

### In Čistá lebten und wirkten
- Jaroslav Vrchlický, Dichter und Übersetzer, lebte von 1872 bis 1876, als sein Vater Jakub Frýda als Verwalter der örtlichen Dampfmühle tätig war, in Čistá. Das Grab von Jakub Frýda befindet sich auf dem Friedhof von Čistá.
- Orgelbauerfamilie Guth

### Söhne und Töchter der Gemeinde
- Anna Kratz (* 1861), Bordellbetreiberin in Bayreuth